# 小行星2387
小行星2387（2387 Xi'an），又称为西安星，是由紫金山天文台在1975年3月17日发现的主带小行星。
小行星2387以陕西省的省会西安市命名。